# عبد الله حنيف (لاعب كرة قدم مالديفي)
عبد الله حنيف مواليد 2 أكتوبر 1984 في المالديف، هو لاعب كرة قدم مالديفي. يلعب كمدافع مع نادي تي سي الرياضي.

## المسيرة الاحترافية

### أندية لعب لها
- نادي في بي
- نادي نيو راديانت

## المسيرة المهنية
بدأ اللعب مع نادي الحرية، قبل أن ينتقل إلى نادي في بي ونادي النسور ونادي فالنسيا ونادي نيو راديانت. انضم إلى نادي تي سي الرياضي في عام 2017.

## الدولية
على المستوى الدولي لعب حنيف لأول مرة ضد منتخب الفلبين في 16 نيسان / أبريل 2009 في عام 2010 في المباريات المؤهلة لكأس التحدي الآسيوي، حيث دخل في الدقيقة 83 بديلا عن مختار ناصر.

## وصلات خارجية
- عبد الله حنيف على موقع قاعدة بيانات كرة القدم.إي يو (الإنجليزية)
- عبد الله حنيف على موقع ناشيونال فوتبول تيمز (الإنجليزية)
- عبد الله حنيف على موقع Soccerway.com (الإنجليزية)